# Antoine Joseph Bertrand
Pour les articles homonymes, voir Bertrand.
Antoine Joseph Bertrand, né le 15 février 1767 à Vireux dans les Ardennes et mort le 18 mai 1835 à Bertrange, en Moselle, est un général et homme politique français de la Révolution et de l’Empire.

## Biographie
Antoine Joseph Bertrand naît le 15 février 1767 à Vireux.
Soldat le 14 juin 1784 au régiment de Grenoble-artillerie, qui devient le 4e régiment d’artillerie en 1791, il quitte ce corps par congé acheté le 21 février 1791. Sous-lieutenant au 1er bataillon de volontaires des Ardennes le 14 août de la même année, il part pour l'armée de la Moselle en 1792 et passe capitaine dans le même bataillon le 11 février 1793. Désigné par le général Moreaux le 14 mai suivant pour remplir près de lui les fonctions d'aide de camp, il continue de servir à l'armée de la Moselle et y est nommé adjudant-général provisoire le 23 prairial an II. Confirmé dans ce grade le 25 prairial an III, puis envoyé à l'armée du Rhin en l'an IV, il est fait prisonnier lors de la reddition de Mannheim et est libéré peu de temps après.
Employé dans la 4e division militaire le 15 brumaire an V et réformé le 25 pluviôse suivant, Bertrand est rappelé à l'activité le 17 pluviôse an VII, avec ordre de se rendre à l'armée de Mayence. Il entre dans la gendarmerie le 7 germinal an VIII avec le grade de chef du 49e escadron, et reste dans cette position à l'armée du Danube jusqu'au 1er vendémiaire an X, époque à laquelle il est mis en non-activité. Employé comme adjudant-commandant le 4e jour complémentaire de l'an XI à l'état-major de la 15e division militaire, il devient officier de la Légion d'honneur le 25 prairial an XII. Appelé à la Grande Armée le 24 messidor an XIII en qualité d'adjudant-commandant chef d'état-major de la 1re division de dragons, il fait les campagnes de l'an XIV à 1807 en Autriche, en Prusse et en Pologne. Il est blessé de deux coups de feu aux batailles d'Eylau et de Friedland.
Créé baron de l'Empire le 19 mars 1808 et élevé au grade de général de brigade le 28 octobre de la même année, il remplit les fonctions de chef d'état-major du corps d'armée commandé par le maréchal Bessières à partir du 24 janvier 1809. Il est cité aux différentes batailles qui illustrent la campagne d'Allemagne en 1809. Nommé le 8 août commandeur de la Légion d'honneur, il revient en France à la paix, est appelé au commandement du département des Bouches-du-Rhin dans la 25e division militaire et, le 5 juin 1812, à celui de l'Ems-Oriental dans la 31e division militaire. Le 22 juillet suivant, il part pour la Grande Armée en Russie et est attaché au IIIe corps d'armée le 11 septembre suivant. Nommé commandant à Leipzig le 21 mai 1813, il suit l'armée dans sa retraite et prend part aux opérations de la campagne de France en 1814.
Resté en non-activité pendant la Première Restauration, l'Empereur le charge le 14 avril 1815 de l'organisation des gardes nationales de la 6e division militaire. Attaché le 10 mai suivant au corps d'observation du Jura, il est blessé grièvement pendant la campagne des Cent-Jours. Admis à la retraite le 9 septembre de la même année, et retiré à Bertrange (Moselle), près de Thionville, il y remplit les fonctions de conseiller municipal et de membre du conseil général de la Moselle, lorsque, par ordonnance du 28 mars 1831, le roi le désigne pour faire partie du cadre de réserve de l'état-major général. 
Il meurt à Bertrange le 18 mai 1835.

## Décorations
- Légion d'honneur :
  - officier de la Légion d'honneur (25 prairial an XII : 14 juin 1804), puis,
  - Commandeur de la Légion d'honneur (8 août 1809).

## Titres
- Baron de l'Empire, (19 mars 1808).

## Armoiries
| Figure | Blasonnement |
|        | Armes du baron Bertrand et de l'Empire (décret du 15 août 1809, lettres patentes du 3 mai 1809 (Ebersberg)) Écartelé : au premier d'azur au chien d'arrêt d'or, soutenu du même, au deuxième des barons tirés de l'armée ; au troisième de gueules au sabre d'or et à la plume d'argent, croisés en sautoir ; au quatrième d'azur à la fourmilière d'or, semé de fourmis de sable., Livrées : les couleurs de l'écu. |